# Desayuno

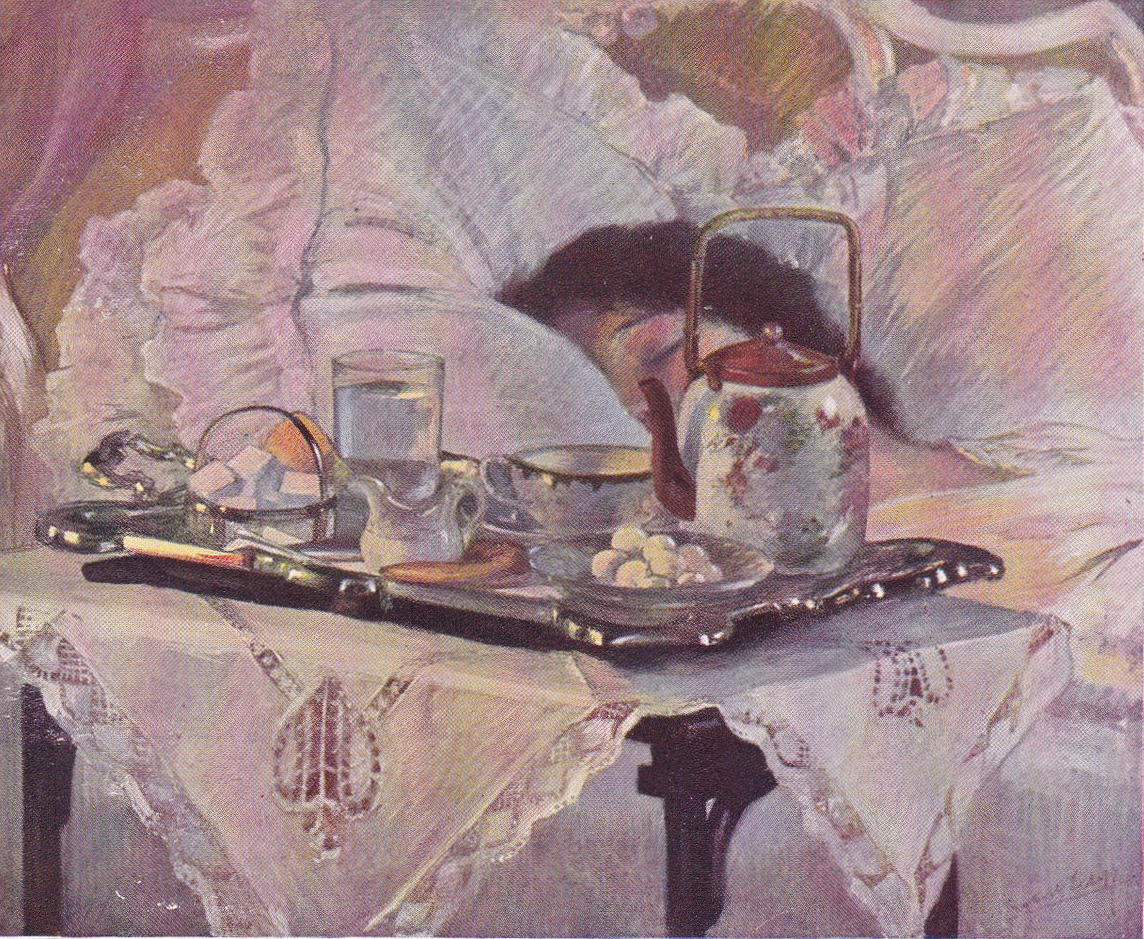
«Die Langschläferin», pintura de Robert Schiff, 1935.

El desayuno es la primera comida que se consume en el día. El nombre deriva del hecho de que uno no come mientras duerme, por lo que al levantarse se encuentra en ayunas, rompiéndose ese ayuno al tomar esta comida (des-ayuno). También se puede considerar desayuno a comer algo ligera ya sea café o jugo, acompañado de pan o galletas. 

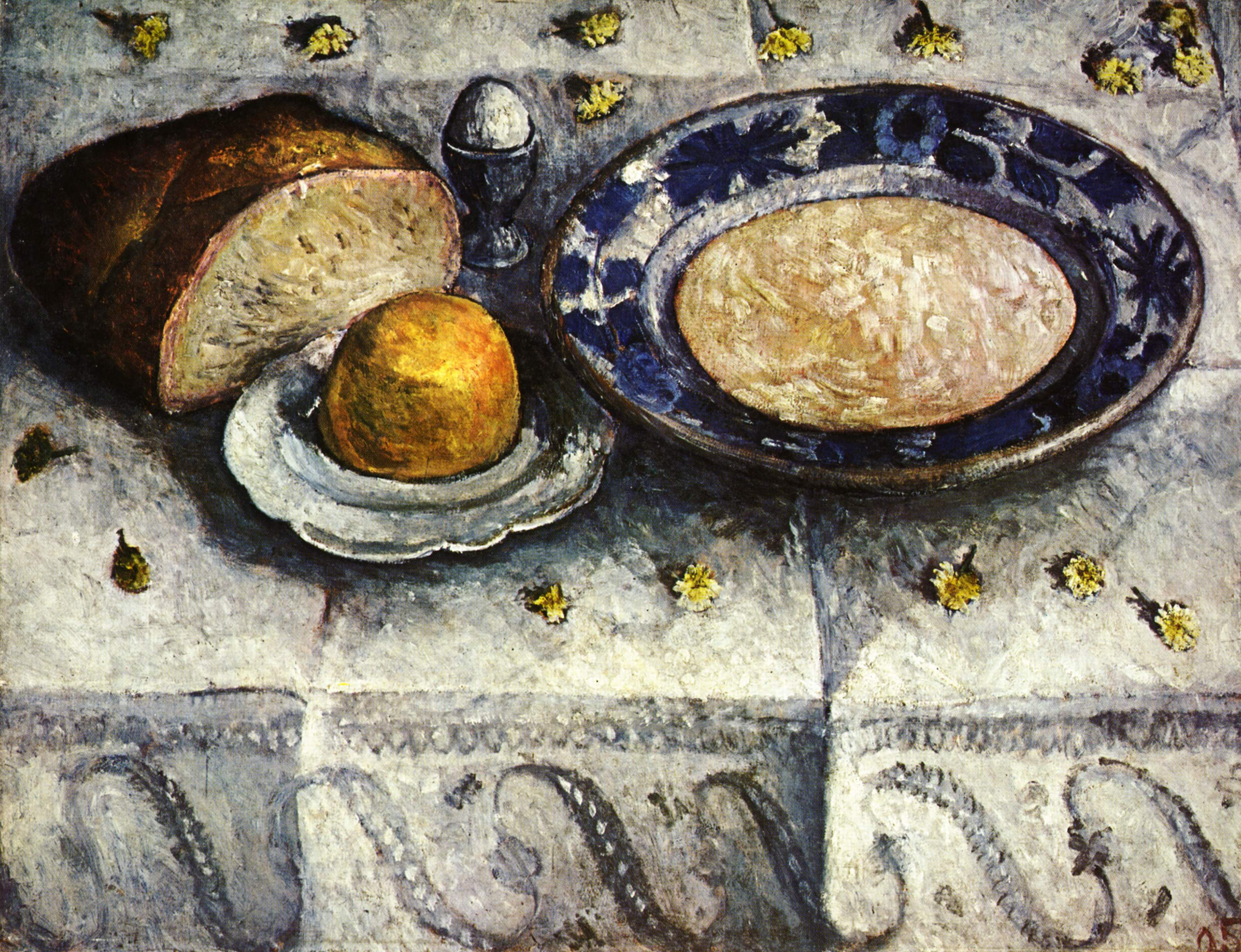
Desayuno. Pintura al temple de Paula Modersohn-Becker.

## América

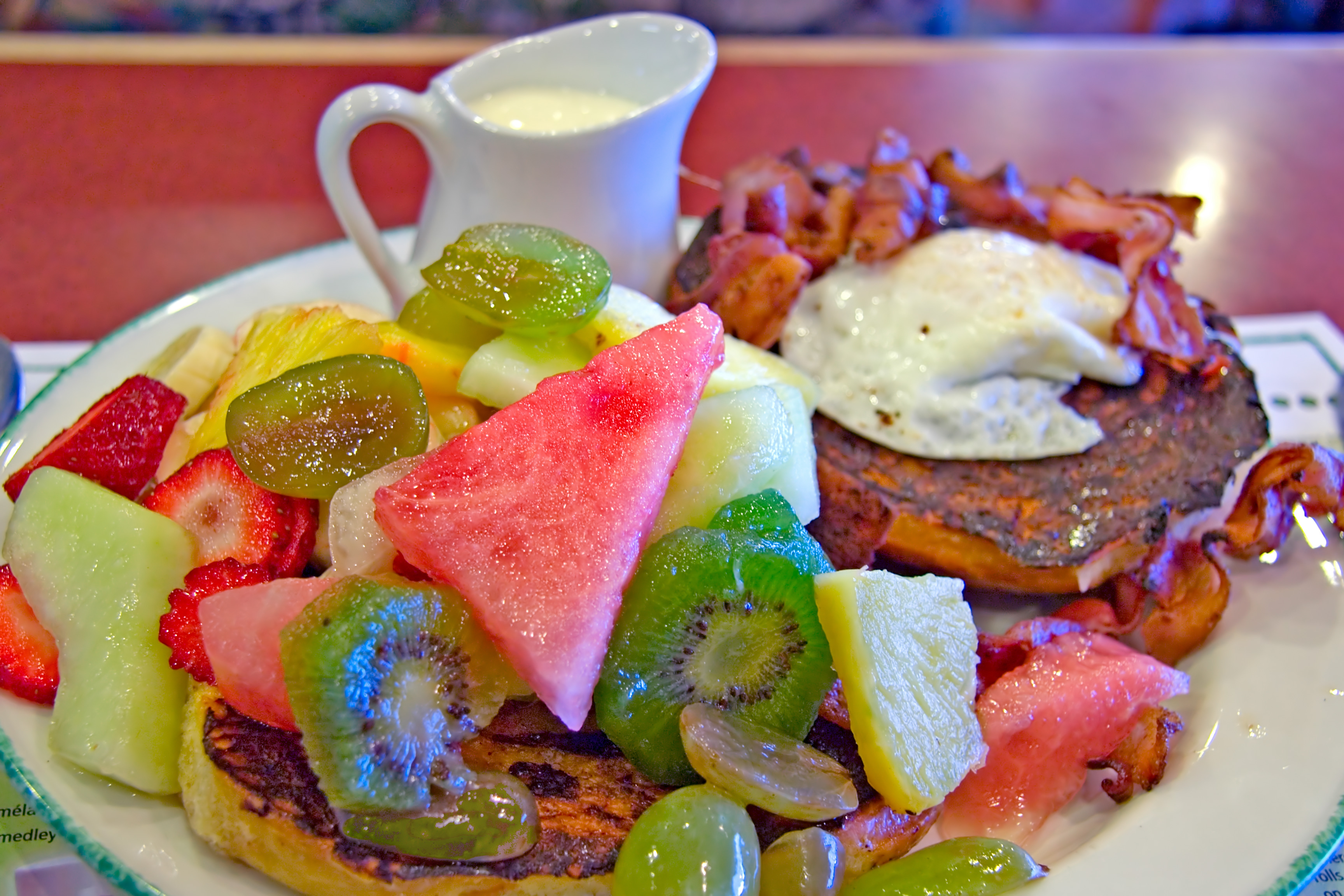
Un desayuno.

### Argentina, Paraguay  y Uruguay
En Argentina, Paraguay y Uruguay, se desayuna mate, mate cocido, té, leche chocolatada o café con leche, jugo de naranja, con algo dulce:
- medialunas (que, dulces o saladas, son parecidas a los croissants franceses)
- facturas (masas dulces, a veces hojaldradas, puede llevar relleno de dulce de leche,crema pastelera o dulce de membrillo)
- pan con manteca, dulce o queso
- masitas dulces o saladas
- galletitas saladas, o tostadas.

También es común desayunar con unos mates (amargos o dulces) acompañados por galletitas de grasa o bizcochos (salados, de hojaldre).

### Bolivia
En Bolivia existe una amplia variedad de desayunos regionales, entre ellos podemos citar:
- Café con marraqueta y queso criollo
- Sándwich de palta y linaza
- Marraqueta con nata
- Tojorí con empanadas
- Api con pastel
- Phisara
- Desayuno yungueño: chuleta de carne asada, plátano frito, arroz blanco, café, tomate, pan y un taza de café yungueño
- Desayuno americano
- Quinua con leche
- Huevitos: papa blanca, p’uti de fideo rebosado con maní, el chuñup’uti, chuño rebosado con maní, y huevos cocidos en término medio se acompaña con una llajwa y hierbas aromáticas

### Brasil

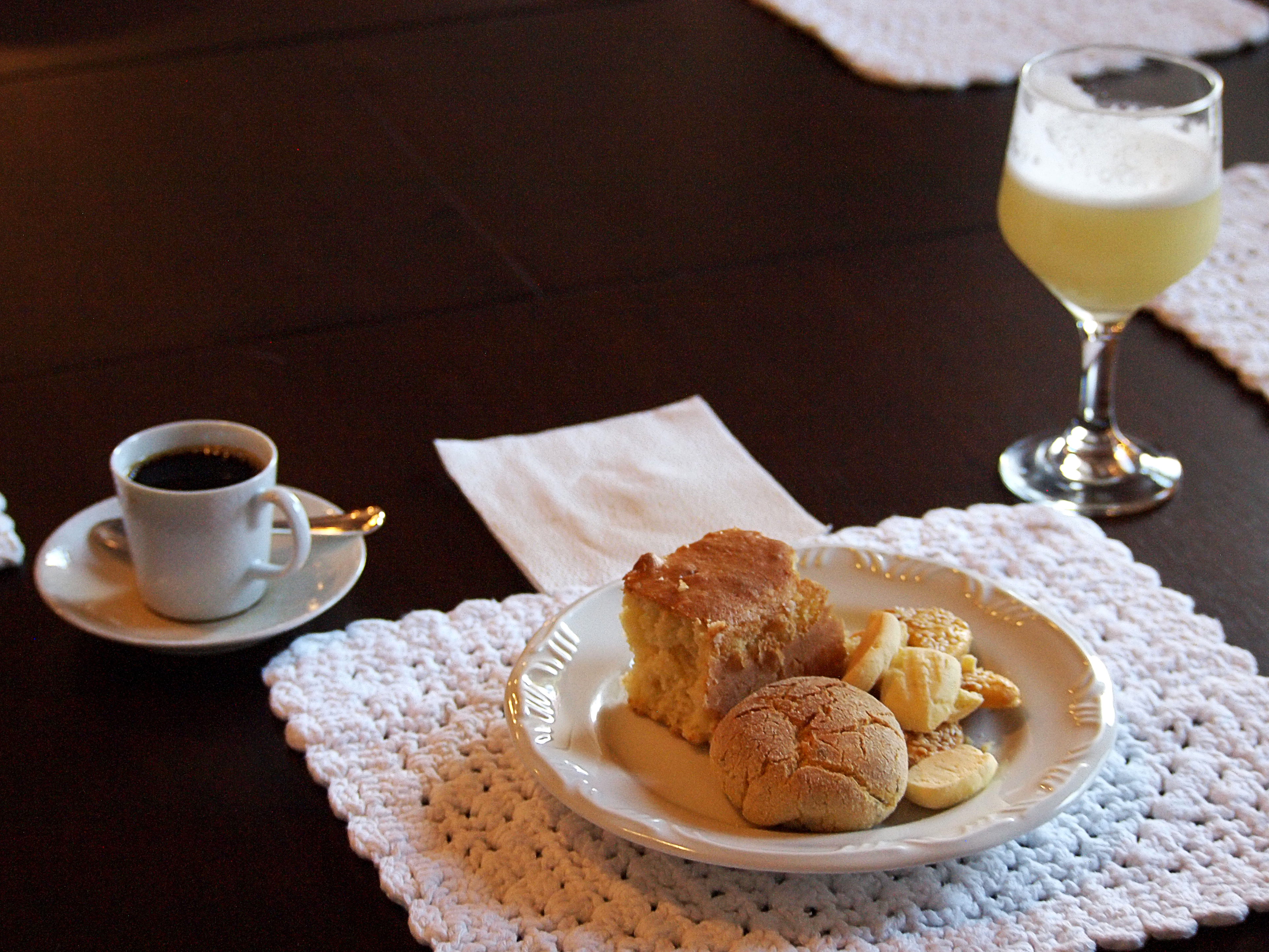
Desayuno en la región sureste de Brasil.

El desayuno en la región sureste de Brasil suele estar compuesto por:
- Café
- Pan a la plancha
- Pan de queso
- Quesos
- Embutidos
- Jugo natural

### Chile
En Chile se desayuna generalmente café instantáneo o té, con o sin leche, leche y jugo (usualmente de naranja, piña o manzana). Se le suele acompañar con:
- Pan tipo hallullas o marraquetas, o tostadas con mantequilla, tajadas de jamón y de queso, huevo revuelto, palta; o bien algo dulce, como mermelada, dulce de membrillo, dulce de mora o manjar.
- También se pueden incluir frutas, galletas, cereales, queques, panqueques, dulces chilenos, empolvados, alfajores, etc.
- En el sur de Chile, a veces suele sustituirse el pan por distintos pasteles y confiterías, como kuchen, strudel y otros tipos de pasteles tradicionales alemanes; y en la Patagonia chilena es usual comer facturas y cuernitos.
- Desde comienzos del siglo XXI y debido al cambio de estilo de vida, cada vez es más frecuente que algunas personas desayunen fuera de casa. La opción es tomar café o té, y comer algún tipo de sándwich (mayormente tipo aliado o Barros Jarpa).
- Desde la década de 1990, la influencia estadounidense ha llevado a que algunas personas prefieran desayunar cereales con yogur o leche.

Aunque no muy extendido, también se come el «desayuno americano» (de Estados Unidos), y también sándwiches de carne.

### Colombia

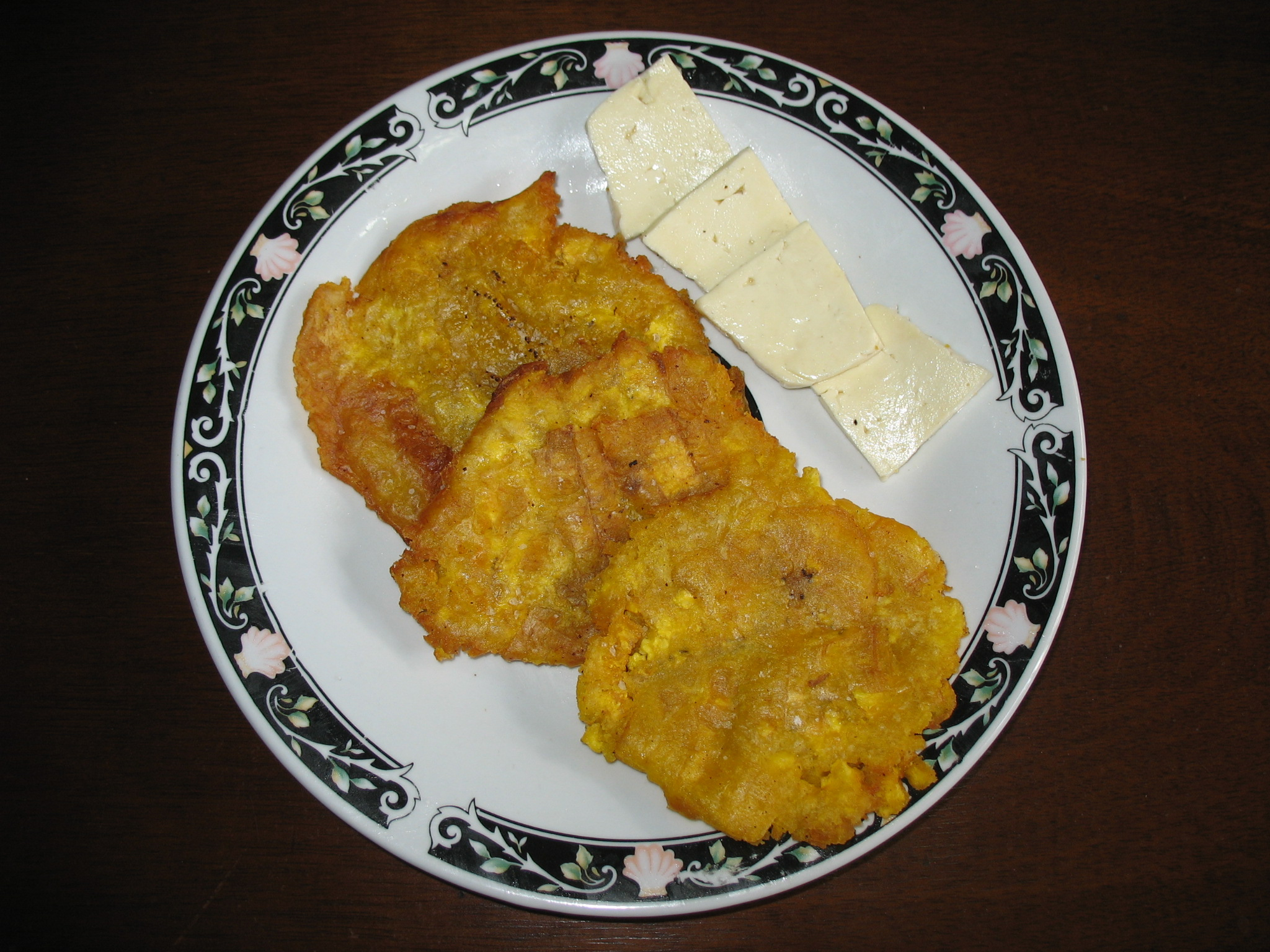
Patacones con queso costeño, desayuno típico de la Costa Caribe colombiana.

En general, en Colombia el desayuno consta de una harina como yuca cocida, patacón, pieza de panadería o arepa, alguna proteína (carnes, queso, embutidos) y de una bebida fría (jugo de frutas) o caliente (chocolate o café); dependiendo de la zona y el clima se acompaña de otros alimentos.
En la Costa Caribe hay una gran variedad de desayunos dada la influencia de otras culturas. Algunos alimentos de la cocina costeña que podrían conformar un desayuno son: arepas, empanadas, piezas de panadería, yuca cocida, ñame cocido, auyama cocida, guineo verde cocido, plátano verde cocido, bollos, suero atollabuey, queso costeño, buñuelos, deditos de queso, casabe, chicharrón, patacón, tajadas de plátano verde, ahuyama cocida, pasteles de arroz, carimañolas, almojábanas, hayacas, calentao, carne o hígado en bisté, pescado frito, chicharrón, embutidos (chorizo, butifarra, salchichón, morcilla, salchichas), cabeza de gato, cayeye, arroz de lisa, huevos revueltos o en perico, en tortilla o duros, cruasán, sándwich de jamón y queso, jamón, hojaldres, frutas, etcétera. Entre las bebidas se consumen el tinto (café negro), el café con leche, el chocolate, leche, agua de panela y jugos de frutas.
En el Altiplano Cundiboyacense (incluida Bogotá), los desayunos se preparan tradicionalmente con uno o varios de los siguientes alimentos: caldo de costilla, huevos revueltos con cebolla y tomate (huevos pericos), chocolate caliente con queso, arepa asada rellena con queso, tamales, almojábanas, changua (caldo que se prepara con leche, cebolla, cilantro, pan y huevo), entre otros; estos suelen acompañarse con pan.
En la Región Paisa es común que la primera comida del día conste de alguno de estos alimentos: chocolate caliente, arepa, queso, huevos con cebolla y tomate, buñuelos, galletas saladas con mantequilla o algún tipo de pan (por ejemplo el Pandequeso). Algunas personas acostumbran desayunar 'calentao', que es la cena de la noche anterior recalentada.
En el Valle del Cauca el desayuno puede incluir pandebono, pandeyuca, buñuelos o arepa; huevo frito o perico; jugo de naranja; queso cuajada; y café, té o chocolate.
Así mismo, en otras áreas geográficas del país el desayuno puede incluir: hojaldres, allullas o pambazas (altiplano nariñense), johnny cake, bami o sugar cake (San Andrés y Providencia), hallacas, cachapa o casabe (Llanos orientales), jujú (bolas fritas de plátano verde cocido y machacado con queso rallado) o arepas de ñame blanco (Chocó).
No es infrecuente complementar el desayuno con una porción de frutas. Las bebidas preferidas para el desayuno son: jugos naturales (especialmente de naranja), café con leche, chocolate, té y agua de panela.

### Costa Rica

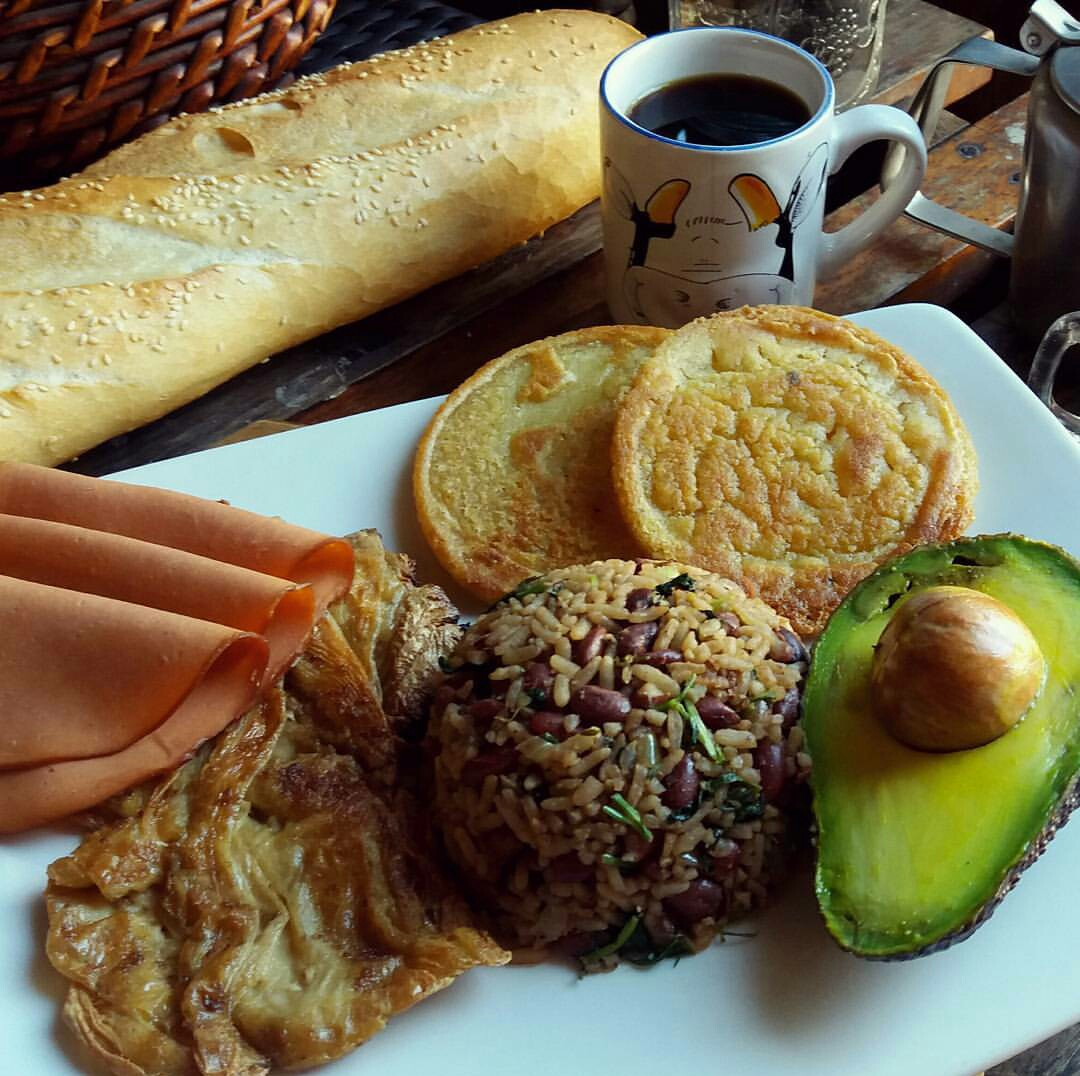
Gallo pinto costarricense con huevo, aguacate, mortadela y tostadas.

En Costa Rica el desayuno es bastante consistente, y de manera tradicional es común desayunar gallo pinto, una mezcla de especias, arroz y frijoles que se sirve con huevos, queso, natilla, embutidos, platános maduros, tortillas, pan y algún tostel. Este se acompaña bebiendo jugos de fruta, té, aguadulce o, especialmente, café. Paralelamente existe el consumo campesino de chorreadas, tortillas dulces de maíz, que se acompañan con natilla y de tortillas con queso o natilla. Aun así, de manera general, se consumen frutas, repostería, cereal, yogur, arepas (como se le denomina a los panqueques) o sánguches.

### República Dominicana
En República Dominicana, el desayuno varía dependiendo de la región. En el interior de la isla se acostumbra a desayunar con víveres y una "compaña". El vívere más popular es el plátano verde y se sirve en el desayuno en trozos hervidos o como mangú. El mangú se prepara salcochando trozos de plátano verde, que luego son hechos puré y sazonados con mantequilla. El mangú es un verdadero plato nacional y se acompaña con salami frito, huevos fritos o revueltos (llamado en este país popularmente huevada).
En la capital, Santo Domingo, el desayuno es generalmente más ligero. Incluye generalmente un café con leche o un chocolate caliente, y pan con mantequilla y queso. Algunas veces incluye jugo de naranja, frutas (lechoza, toronja, etc.), ponche de leche (leche, huevo y nuez moscada batidos), huevos salcochados, harina de "negrito" o maizena y avena. El pan tradicional para el desayuno dominicano es el "pan de agua" pero también se usa mucho el pan de sándwich.

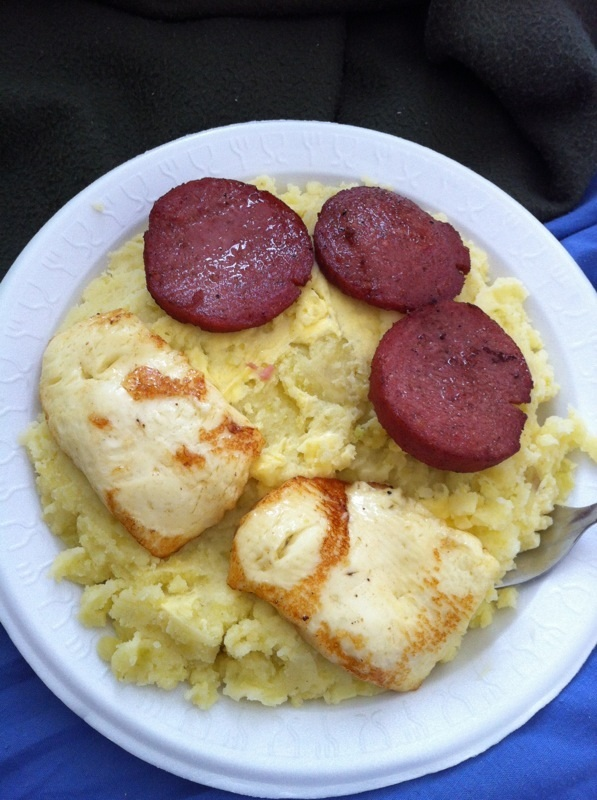
Mangu dominicano, un plato típico en el desayuno dominicano --República Dominicana.

### Ecuador
- En la región de la costa e insular, es común tomar un desayuno fuerte, en el cual destaca el uso de plátano verde (tanto en patacones, empanadas o bolones), yuca (en tortillas, pan de harina de yuca o muchines). También el pescado preparado en diferentes formas (encebollados, bollos), acompaña el desayuno de las personas que residen en estos sectores, y es común también en las poblaciones costeras en las cuales la población se compone mayoritariamente de pescadores, es normal encontrar camarones o pulpo en el desayuno. Esta práctica propia de los pobladores de zonas de pescadores, se extiende también a ciudades como Guayaquil. También se acostumbra desayunar platos típicos que bien podrían constituir un almuerzo, como seco de chivo, guatita o ceviche.
- En los sectores urbanos de la región de la sierra, se encuentran desayunos occidentales de toda clase, mientras que en lugares apartados y en comunidades indígenas, las comidas se basan mayoritariamente en productos de cereales (como trigo, cebada y maíz, coladas a base de máchica (o harina de haba). Los sectores populares que se dedican a la agricultura y a la ganadería acostumbran tomar un desayuno más fuerte, consistente de leche ordeñada, queso fresco, huevos, carne de cerdo o de cordero o caldos de gallina. Platos típicos también son consumidos como desayuno, entre ellos los llapingachos (tortillas de papa con huevos y chorizo) y el yahuarlocro.
- En la región amazónica, al igual que en la costa, el desayuno se basa en productos de yuca y de plátano verde, pan de trigo, jugos de frutas y leche. También se consumen palmitos (de gran producción en la zona), pescados de río (como tilapias y truchas) y algunas clases de reptiles.

### Estados Unidos
En 1906, el estadounidense Will Keith Kellogg fundó la empresa Battle Creek Toasted Corn Flake Company, conocida como Kellogg company, que fue la primera compañía fabricante de desayunos de cereales.

### El Salvador
Normalmente, el desayuno llamado típico en El Salvador está compuesto de uno o dos huevos preparados al gusto, que pueden ser fritos, revueltos o cocidos, acompañados de frijoles cocidos, fritos, licuados o casamiento (frijoles y arroz). Suele acompañarse con crema, queso fresco o duro, requezón, chorizos, plátanos fritos y en algunos casos aguacate.
Cuando el desayuno se prepara con huevos fritos, se le puede agregar salsas «huevos rancheros».
La mayoría de veces se acompaña con pan francés o tortillas de maíz.
También es muy común desayunar el platillo típico por excelencia: Pupusas; pero también es común desayunar tamales.
Otros tipos de desayuno son los cereales con leche, hot cakes, arroz con leche y canela o avena.
Las bebidas más comunes que acompañan el desayuno son jugo de naranja, café, chocolate caliente, refrescos de frutas natural, leche y atoles.

### Guatemala
Normalmente el desayuno en Guatemala está compuesto de uno o dos huevos preparados al gusto, que pueden ser fritos, revueltos o cocidos, acompañados de frijoles cocidos, colados o fritos, y café. Suele acompañarse con crema, queso fresco o seco y plátanos fritos.
También es común que al desayuno se le agregue salsa picante, hecha con chiltepes, que normalmente se preparan crudos o asados, se machacan y se les agrega vinagre, cebolla picada y cilantro picado.
Cuando el desayuno se prepara con huevos fritos, se le puede agregar salsas. Se obtienen así «huevos divorciados» (con salsa roja y salsa verde) y «huevos rancheros».
En el Oriente de la república, principalmente en el departamento de Zacapa, se pueden degustar los «huevos a caballo», que son dos huevos fritos sobre una pieza de carne asada.
Otros tipos de desayuno son los cereales con leche, o el mosh.
Las bebidas más comunes que acompañan el desayuno guatemalteco son jugo de naranja o jugos de frutas, leche, atol y maicena (fécula de maíz).
El café suele acompañarse con pan dulce, llamado también "pan de manteca".

### Honduras
En Honduras es costumbre que las mañanas se inicien con una taza de café negro y un pedazo de pan hecho en casa, o también un vaso de leche, y luego un plato de comida, como puede ser: frijoles acompañados de un huevo que puede ser picado, en torta o estrellado, con tajadas de plátano frito, tortillas, mantequilla, queso y otra taza de café.
El café también puede revolverse con leche y llamarlo así café con leche.
Los huevos pueden se estrellados (solo se saca del cascarón), en torta (batido con un poco de sal), picado (revueltos) o cocidos.
En la cultura garífuna, el café se acompaña con pan de mínimo o de coco.
También un desayuno típico son las baleadas y las tortillas con quesillo; la tortilla con quesillo, son 2 tortillas de maíz, con quesillo entre ellas y luego se fríen.

### México
En los desayunos fuertes, que bien pueden constituir un almuerzo, el platillo central suele ser de huevos preparados de distintas formas, acompañados de frijoles con chile y tortillas. También se acostumbran, dependiendo de la región, los Chilaquiles (totopos guisados con salsa y queso), molletes (pan blanco con frijoles y queso derretido) o menudo.
El café o el jugo de naranja (o de alguna otra fruta) son también elementos indispensables.
En el norte del país se acostumbra la "machaca" (carne seca y deshebrada) que puede comerse en burritos (tacos con tortilla de harina), o con huevo. En el sureste, principalmente en el estado de Yucatán, existe una arraigada costumbre de desayunar tortas de cochinita los domingos. La cochinita pibil es uno de los platillos más reconocidos de esta zona.
Son también muy populares en este país en el desayuno las típicas tortas, en especial las de jamón.
Los niños acostumbran, antes de ir a la escuela, desayunar cereal con leche y fruta o con yogur u otra fruta.

### Panamá
En Panamá el desayuno es una comida fuerte, sobre todo en el campo, para resistir las faenas. Incluye siempre café negro (tinto) o con leche al gusto (pintado) o leche sola, y alguno(s) de los siguientes acompañamientos: tortillas de maíz (tipo arepa), queso blanco, torrejas de harina de trigo (llamadas hojaldres u "ojalda"), bollos de maíz nuevo, blancos, de coco dulce o chorreranos (preñao), bistec de hígado encebollado, tajadas de plátano verde, patacones, carimañolas, empanadas fritas de maíz, buñuelos (a veces llamados "biñuelos"), huevos revueltos (llamados pericos), carne guisada o tasajo (cecina), rosquitas de pan de La Arena, chicharrones, almojábanos; embutidos como la choriza tableña o la morcilla, y una serie de complementos más que se tengan a mano en la cocina, siendo el objetivo brindar una comida sumamente consistente.
En las principales ciudades las familias panameñas, se reservan los desayunos típicos para los fines de semana, en los días regulares se desayuna igual que en cualquier parte de Occidente: pan, tostadas, jamón, mortadela, quesos, mantequilla, mermelada, etc. Cabe resaltar la influencia estadounidense en los hábitos alimenticios del panameño urbano, a través del cereal procesado acompañado con leche y los panqueques con sirope.

### Paraguay
Se suele desayunar café o mate cocido con o sin leche, acompañado de pan, a veces con manteca y mermelada, como también chipá o mbejú.
En épocas cálidas suelen consumirse más bebidas frías, como leche, chocolatada, jugos y licuados.
El tereré rupa, es el segundo "desayuno" del día de los paraguayos, esto es una ingesta luego del desayuno y antes del almuerzo, que acostumbran los adultos que se reúnen a tomar tereré acompañado de entremeses salados como empañadas, sándwiches, chipá soo o tortillas.

### Perú
En Lima y las principales ciudades del Perú el desayuno diario es un poco simple y sencillo: Pan indispensable, principalmente pan francés con algún contenido que puede ser mermelada, mantequilla, queso, jamonada, palta o aceituna, junto a una bebida que puede ser café solo o con leche evaporada, cacao, leche de soya, té, manzanilla u otra infusión.
Para los niños en edad escolar, suele ser leche (sola o con cacao), o avena servida espesa en plato (con leche, café o cacao) o como bebida más ligera preparada con manzana, membrillo, quinua o kiwicha.
En las zonas populares de la ciudad de Lima, se suele consumir el emoliente que es un hervido de cebada, con linaza, alfalfa, jugo de limón e infusión de hierbas variadas, o el hervido de quinua, acompañado de pan.

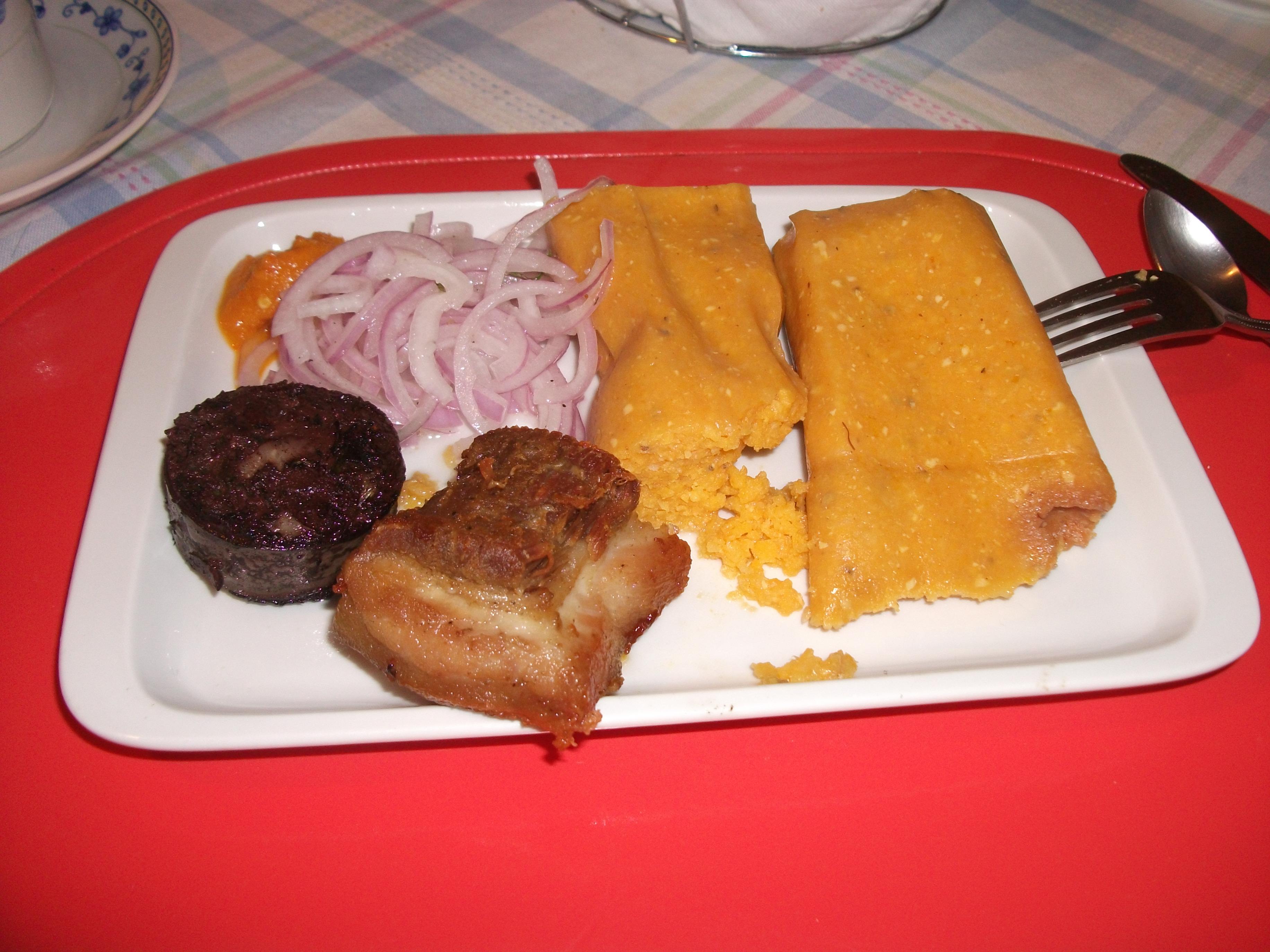
Típico desayuno domincal limeño: tamal, relleno, chicharrón de chancho y salsa criolla.

Los desayunos dominicales suelen ser más consistentes; esos días se acostumbra comer tamal o chicharrones de cerdo servidos con pan francés, tajadas de camote frito y salsa criolla, y con todo ello se prepara el denominado "sánguche de chicharrón".
También se puede optar por el pan con relleno especie de morcilla sazonada con cebolla china y ají amarillo acompañada de camote frito y salsa criolla.
Otros potajes consumidos en el desayuno dominical son la salchicha huachana mezclada con huevo y acompañada de pan, y el lomo saltado o lomo al jugo servido con pan francés, las humitas de chala con queso, choclos hervidos.
En los desayunos dominicales de la región Arequipa (al sur del país) se consume un plato conocido como adobo de chancho.
En la Sierra Central es típico desayunar muy temprano en la mañana con caldos espesos hechos con mote y alguna carne (mondongo, gallina, cabeza de carnero, etc.), así como sopa de morón, o chupe verde. Esta costumbre ha sido traída por los inmigrantes llegados a la capital y se puede observar con frecuencia, en las zonas populares de la ciudad, en puestos de venta que ofrecen a diario este desayuno típico.

### Uruguay
Los uruguayos acostumbran a desayunar liviano, a veces solo se ingiere una infusión (café, té) o bebida láctea. Lo más común es: mate, café o té para los adultos, y leche preferentemente para los menores y los adultos de más avanzada edad.
En caso de preferir acompañamiento, son de gran importancia los productos panificados como: bizcochos, medialunas y galletitas o galletas, pan y tostadas para untarlos con manteca, quesos untables y dulces o mermeladas.
Entre los habitantes de zonas rurales el desayuno puede incluir carne asada.

### Venezuela

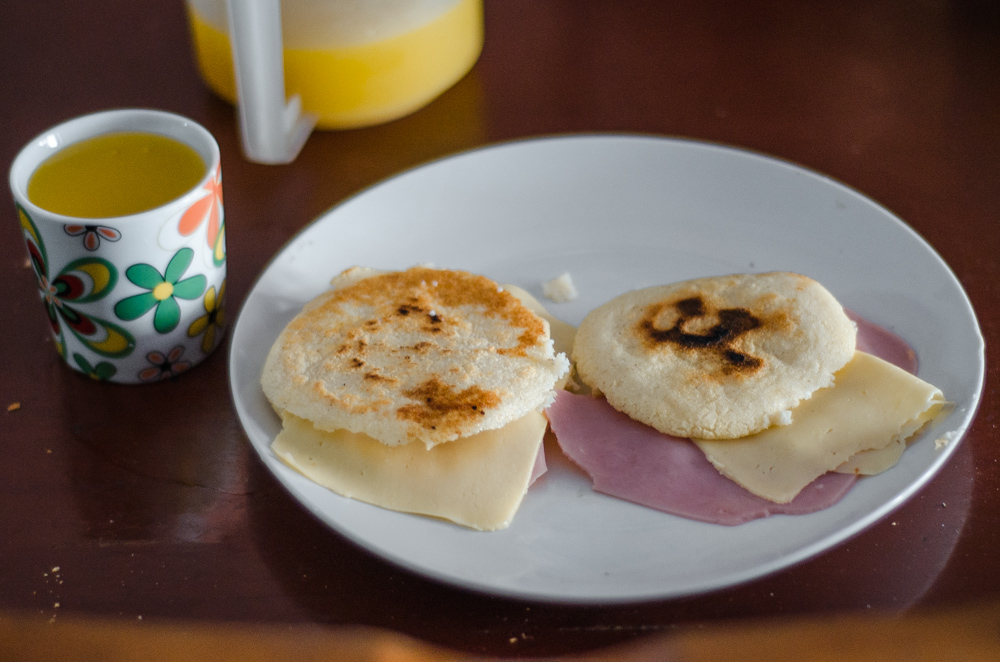
Arepas con jamón y queso.

En la mayoría de los hogares venezolanos el desayuno consiste en café con leche o  "guayoyo", que es una infusión de café suave, no muy cargado y con poco azúcar, y arepas rellenas. Casi siempre se abre por la mitad pero sin separar las mitades totalmente, horizontalmente y se unta con margarina o mantequilla en ambas mitades (si se quiere), se rellena con algún tipo de queso o cualquier otro alimento, tales como carne mechada o molida, sardina, caraotas y queso, jamón, cazón, perico, etc. La arepa es un desayuno popular tanto para quienes desayunan en casa como para quienes lo hacen en la calle. Cabe destacar que es muy popular igualmente el uso de otros alimentos como acompañante de la arepa, tales como el suero de leche (producto lácteo cremoso acidificado y salado), jamón endiablado (llamado diablitos por metonimia), etc.
En Venezuela existen muchos locales denominados "panaderías" que por lo general son regentados por inmigrantes portugueses. Aparte de confeccionar el pan, también son pastelerías y "delis" donde se expende café, sándwiches, cachitos (especies de cruasán de masa de harina de trigo con papelón, delgada, rellenos de jamón) y pastelitos (empanadas de masa hojaldre de trigo con formas distintas a la media luna) que son también muy populares desayunos sobre todo en las áreas urbanas para aquellas personas que acostumbran desayunar fuera de casa.
Otro desayuno es la empanada, que consiste en una especie de pastel en forma de medialuna hecho con masa de maíz y relleno de carne mechada (o bien cazón en la Isla de Margarita), queso rallado, caraotas refritas, etc. Así como 
el pan untado con mantequilla o margarina acompañado de café con leche, que es popular en algunos hogares, sobre todo de bajos recursos. También está muy extendido el consumo de bocadillos (llamados en este país balas frías o simplemente pan con —nombrando un ingrediente en particular—) los cuales se hacen generalmente con pan tipo baguette ("canilla"), panecillos tipo baguettina ("pan francés") u hogaza ("pan campesino") y suelen rellenarse con jamón York, queso o mortadela.
Igualmente se incluye en el desayuno del venezolano el atol hecho a base de avena en hojuelas y leche (llamado simplemente avena), el cual se suele aderezar con esencia de vainilla, canela en polvo y/o ralladura de limón. También es posible elaborar el mismo con fécula de maíz (en cuyo caso se le llama maicena) o con el llamado maíz cariaco.
En el interior del país, los desayunos son variados y tienen mucho que ver las costumbres y disponibilidad de materiales en cada región; así, en los llanos venezolanos es muy común desayunar con hallaquitas, que son porciones de masa elaborada con maíz (de color blanco o amarillo, seco, pilado y sancochado para luego ser molido) envueltas en hojas secas y lavadas, de maíz, para finalmente hervirlas en agua con sal. Algunos gustan de agregar a la masa pimentón, ají, chicharrón, etc., siendo un acompañante de costumbre, el suero de chivo o de vaca, y frijoles refritos o recalentados. También es muy apreciada y degustada la cachapa, masa de maíz tierno o "jojoto" recién molido, en sus dos versiones: La de hoja o "de olla" que es envuelta en hojas de maíz verde, y la "de budare", extendida sobre una especie de plancha redonda llamada budare, hasta obtener una forma circular. Ambas versiones son acompañadas con queso de mano, que es un queso con forma de capas, redondo y de leve toque ácido.
En la región de Los Andes es de consumo extendido las arepas de trigo, y la Pisca Andina que es un caldo suave con base de hierbas frescas como cilantro, cebollín, un toque de ajo, en el cual se escalfa un huevo, que suele servirse uno por plato, también puede "teñirse" con leche y yema de huevo, algunos agregan trozos de queso blanco fresco, entre otros ingredientes, cada porción es servida en platos hondos de barro para dar un toque típico andino.
En Oriente son muy apreciadas las domplinas, una especie de arepas de trigo pero amasadas en leche líquida, para luego freirlas en aceite de maíz, finalmente se pueden comer con acompañantes salados como queso, jamón, o dulces, como mermelada, leche condensada, etc. En Occidente encontramos las mandocas, elaboradas con masa de maíz mezclado con papelón, dándoles forma de roscas, y fritas en aceite de maíz. Algunos agregan a la masa cambur (banano), otros queso blanco rallado.
Todo el país, sin embargo, tiene en común el consumo de la arepa, alimento básico del venezolano.
El llamado "desayuno criollo" generalmente incluye platos tales como:[cita requerida]
- Caraotas
- Perico.
- Carne, pollo o pescado (generalmente cazón o atún) desmechados y guisados.
- Queso blanco duro rallado.

Todo ello acompañado con arepas de maíz asadas.
La globalización ha influido de tal manera que en este país se ha incluido la costumbre de desayunar cereales con leche, té y panquecas, principalmente en las grandes metrópolis como en el caso de Caracas o Valencia.

## Asia

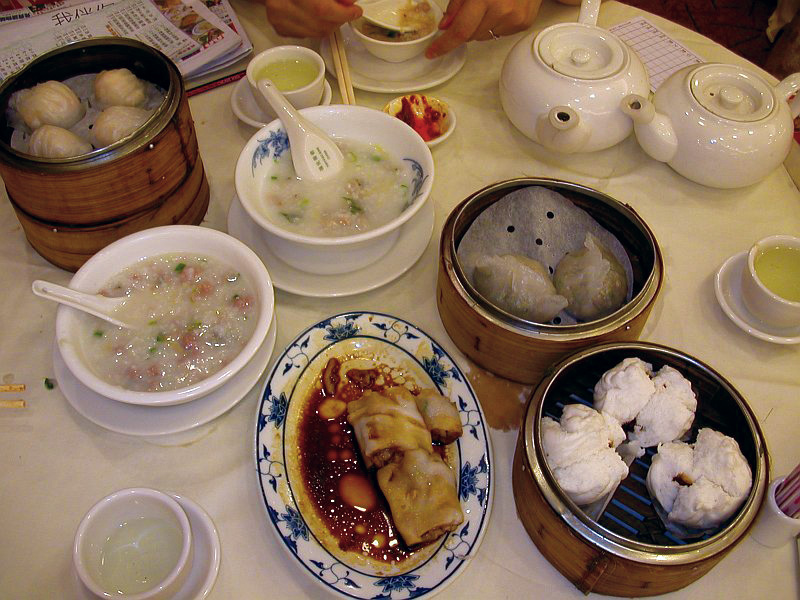
Un desayuno denominado Dim sum típico de Hong Kong. Desde la izquierda a la derecha y desde arriba a abajo: dumplings de gambas (ha gau), té de jazmín, pollo y vegetales (dos boles con cucharas), salsa especiada para mojar (rojo), dumplings al vapor, fideos de arroz con salsa de soja (cheong fun, sobre el plato), panecillos al vapor con un relleno dulce (three).

En muchos países de Asia como China, Corea o Vietnam el desayuno es simplemente un plato de comida que no se diferencia del almuerzo. En realidad, el desayuno se llama almuerzo en Filipinas. Al no existir la costumbre o tradición del consumo del pan y la leche, estos son reemplazados por sopas y bollos cocidos al vapor o dim sum.

## Europa
Los anglohablantes suelen tomar desayunos más contundentes que los europeos continentales.
El ritmo de vida frenético y la falta de tiempo, ha cambiado radicalmente los hábitos alimenticios tradicionales, y es difícil, hoy por hoy, establecer conductas adecuadas para una buena nutrición.

### Alemania
En el desayuno (Frühstück), los alemanes son muy aficionados a los Brötchen (panecillo). Suelen comprar un surtido de pan recién horneado de diferentes tipos (blanco, integral, de cebada) y con distintas coberturas de semillas (de girasol, sésamo, amapolas, etc.), y los comen abiertos por la mitad con mantequilla y a veces mermelada.
No es extraño comer también huevo cocido, queso y embutidos.
Uno de los desayunos más tradicionales es el Bauernfrühstück.

### Dinamarca
Un desayuno típico de Dinamarca es el llamado  morgen-complet, café o té, panes o bollos con mermelada, mantequilla, embutidos, carne, queso, huevos cocidos y tartas o pasteles daneses.

### España

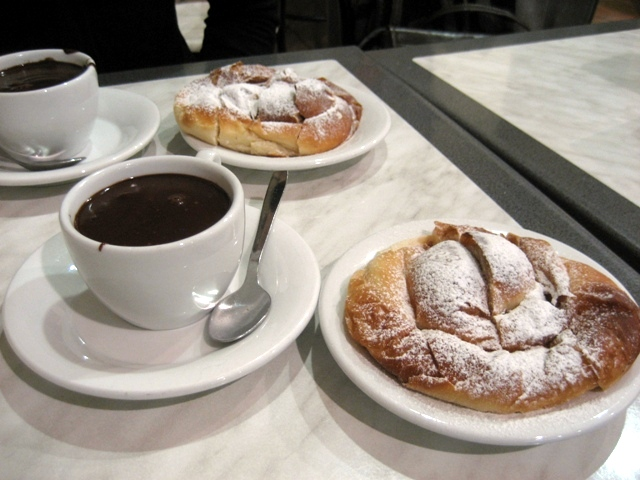
Chocolate a la taza y ensaimadas.

En España se suele tomar como desayuno café con leche o cacao en polvo acompañado de tostadas, cereales, bocadillo de jamón ibérico o queso. Además, están muy extendidos todos los tipos de bollería, especialmente el cruasán normal o de chocolate, que por norma general se acompaña, además de un zumo de naranja.
La propuesta de la Interprofesional del Aceite de Oliva Español para el Desayuno Español consiste en: café o infusión, rebanada de pan tostado, tomate triturado, aceite de oliva extra virgen, jamón ibérico, zumo de naranja natural o fruta, lácteos, miel y agua mineral.

#### Regionalidades

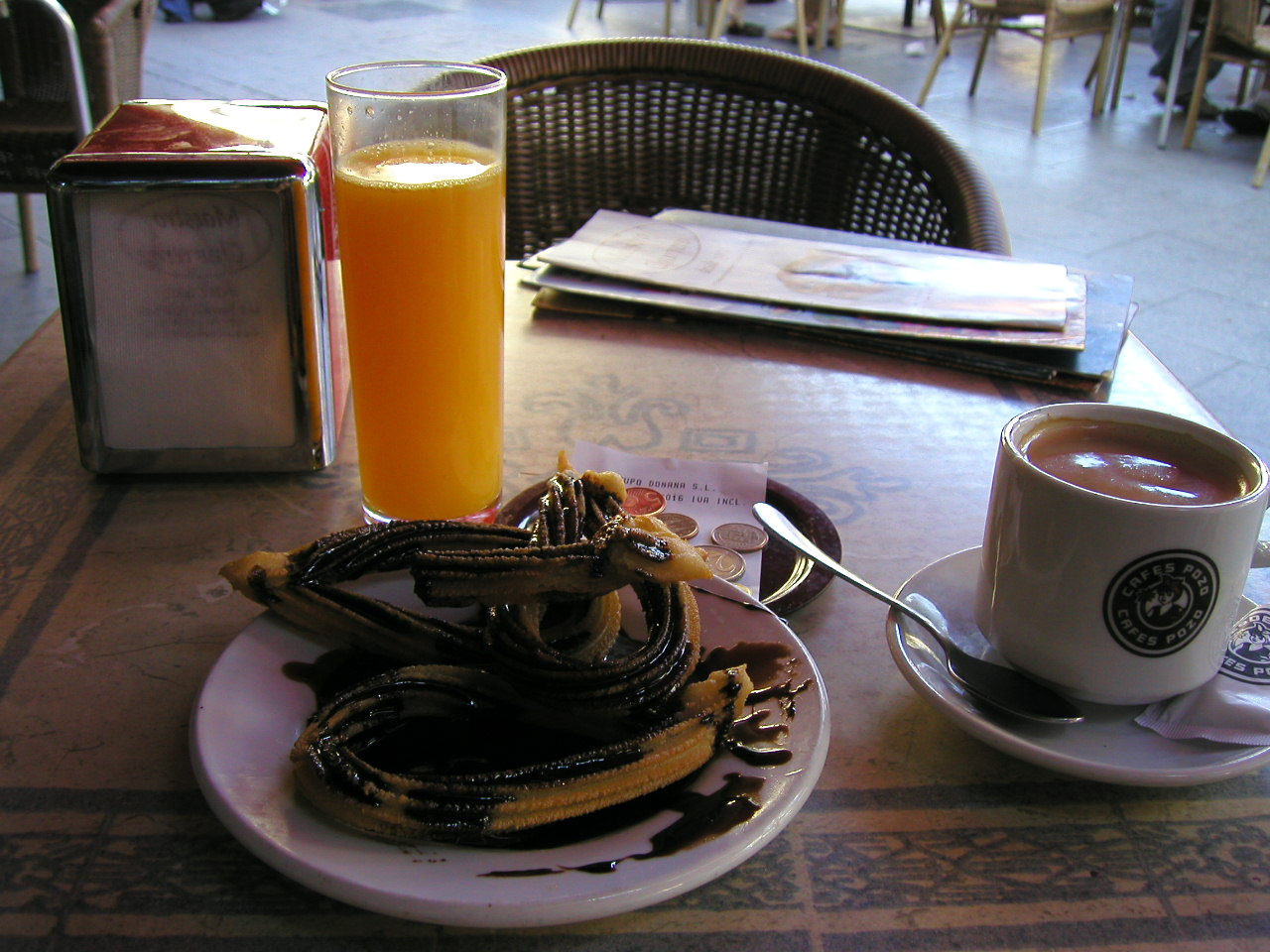
Café con zumo de naranja y churros, en un bar de Madrid.

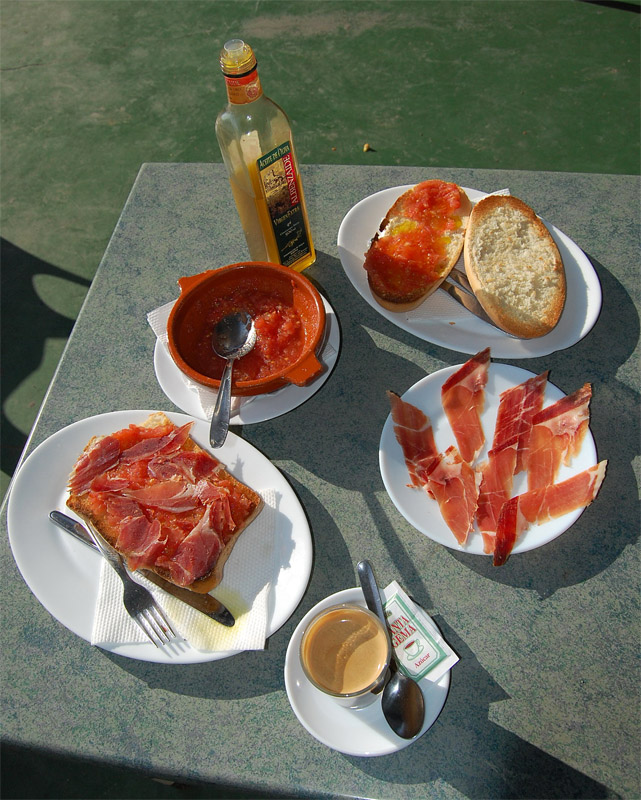
Desayuno de café y pan con tomate y jamón.

- El desayuno tradicional de Andalucía es el pan con aceite, de origen campesino, servido de diferentes formas, y acompañado de sal o azúcar. Es también típica la manteca colorá, a base de manteca, pimentón y carne de cerdo picada. Existe una denominación propia: Desayuno andaluz. Aunque lo más habitual en las ciudades son las tostadas antes mencionadas.
- En Galicia y en la Comunidad Valenciana era tradicional dividir las primeras comidas del día, las anteriores a la principal del día (el "xantar"; "yantar" en castellano, modernamente traducible a esta lengua por "almuerzo"), en dos sesiones, sobre todo en las zonas rurales debido a lo tempranero de las labores del campo. La primera sesión, que solía realizarse a primera hora de la mañana en el hogar y es llamada "xaxún" ("ayuno" en castellano, haciendo alusión a su ruptura tras el descanso nocturno), consistía en caldo gallego, acompañado con pan y a veces vino, o "papas" de leche, en las que esta se mezclaba con trozos de pan y algún otro ingrediente (sobre todo castañas, normalmente cocidas); podía ir acompañado, asimismo, de queso, tocino, jamón, lacón, chorizo o algún otro producto cárnico. A media mañana se realizaba el "almorzo" (término que en lengua gallega designa actualmente al moderno desayuno, traducible al castellano por "almuerzo", aunque, como vemos, sin identidad semántica), más consistente, tradicionalmente realizado fuera del hogar, en el lugar de las labores agrícolas o ganaderas, y compuesto por pan, tocino, lacón, jamón, chorizo o similares, queso, acaso algo de fruta y a menudo un trago de aguardiente. Los modernos usos han propiciado que el "almorzo" o desayuno se haya homologado con lo habitual en toda la península ibérica, siendo comunes la leche, café, cacao, cereales, carbohidratos (pan -tostado o no-, galletas...), fruta (puede que en forma de mermelada o confitura), mantequilla (que, como en Portugal, puede tener diversos grados de salazón; no es tradicional el aceite, como en otras zonas de España), bollería, etc., consumidos en una sesión (en el hogar, recién levantado, habitualmente entre 7 y 9 de la mañana) que puede ser reforzada por otra hacia el mediodía (10-12 de la mañana), durante un receso en la jornada laboral o escolar.
- En Cataluña es muy tradicional el "Pa amb tomàquet" (pan con tomate), acompañado de embutidos.
- En Madrid es conocido el chocolate con churros.
- En Canarias es frecuente acompañar la leche con gofio, un alimento de origen prehispánico hecho con maíz o trigo que, una vez tostado, es molido artesanal o industrialmente. Es también habitual en algunas islas tomar lo que se conoce como un "leche y leche" que es café con leche tradicional al que se le añade además leche condensada. En Tenerife se conoce también el "Barraquito", de origen cubano, que es un café en vaso transparente, con espuma de leche y leche condensada, además de canela o polvo de chocolate por encima y un chorrito de licor.

### Finlandia
En Finlandia el desayuno se consume entre las 7 y las 10 de la mañana, y se compone de lácteos, frutas y cereales. El consumo de café está muy extendido, sin embargo la cultura del té se está abriendo camino. El pan no puede faltar y las tostadas son de una gran variedad de panes integrales, que se untan con margarina o mantequilla. El desayuno se suele acompañar además de muesli, salvado, copos de cereales, etc. Una buena dosis diaria de vitamina C la proveen los jugos, tanto de frutas como de hortalizas y bayas silvestres.

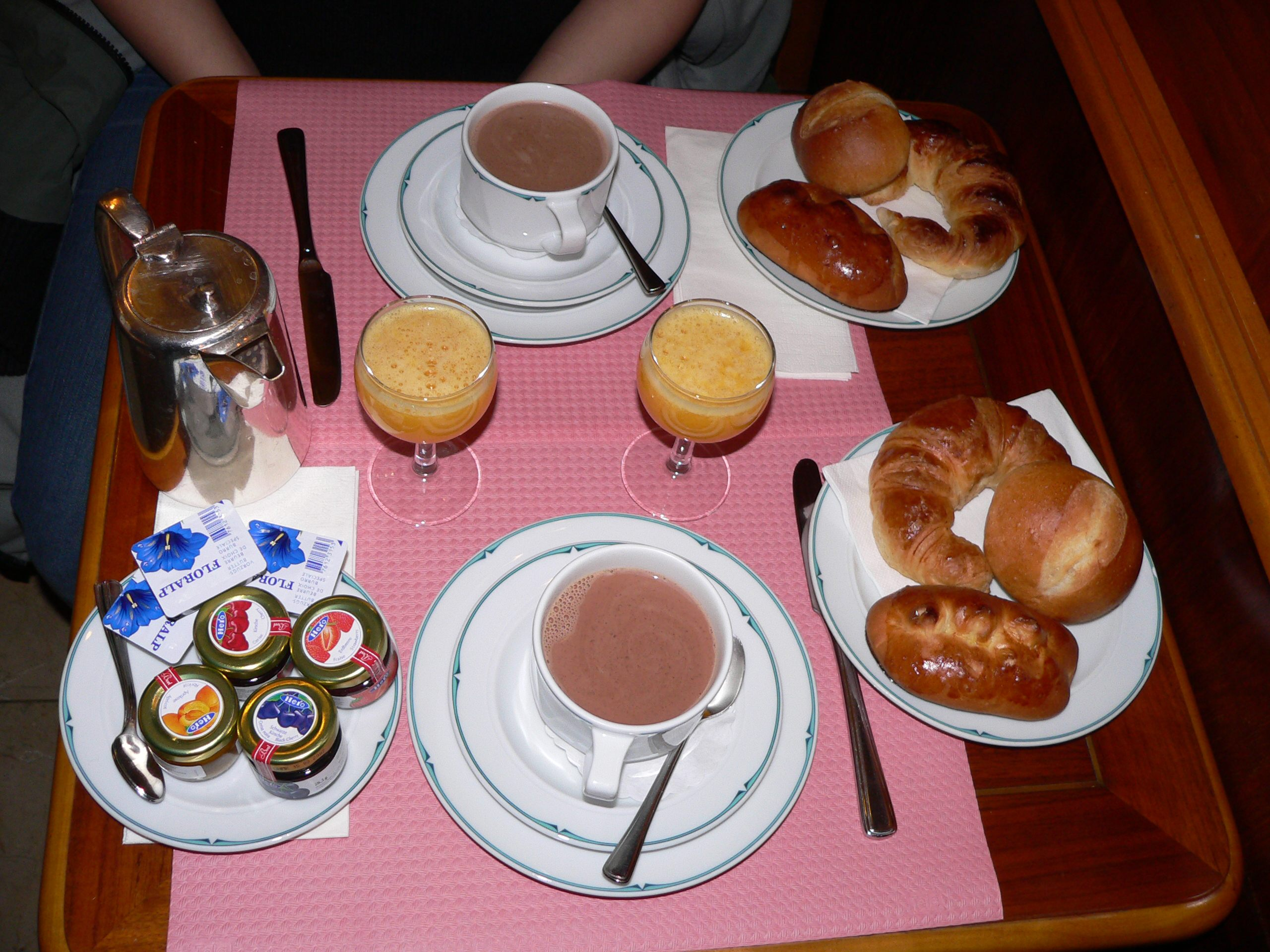
Desayuno en Francia y Suiza.

### Francia
En Francia se desayuna por regla general croissants, brioches y baguettes recién horneados. Habitualmente acompañan estos bollos con café solo, café au lait (‘café con leche’) o chocolate y zumo de naranja.

### Reino Unido

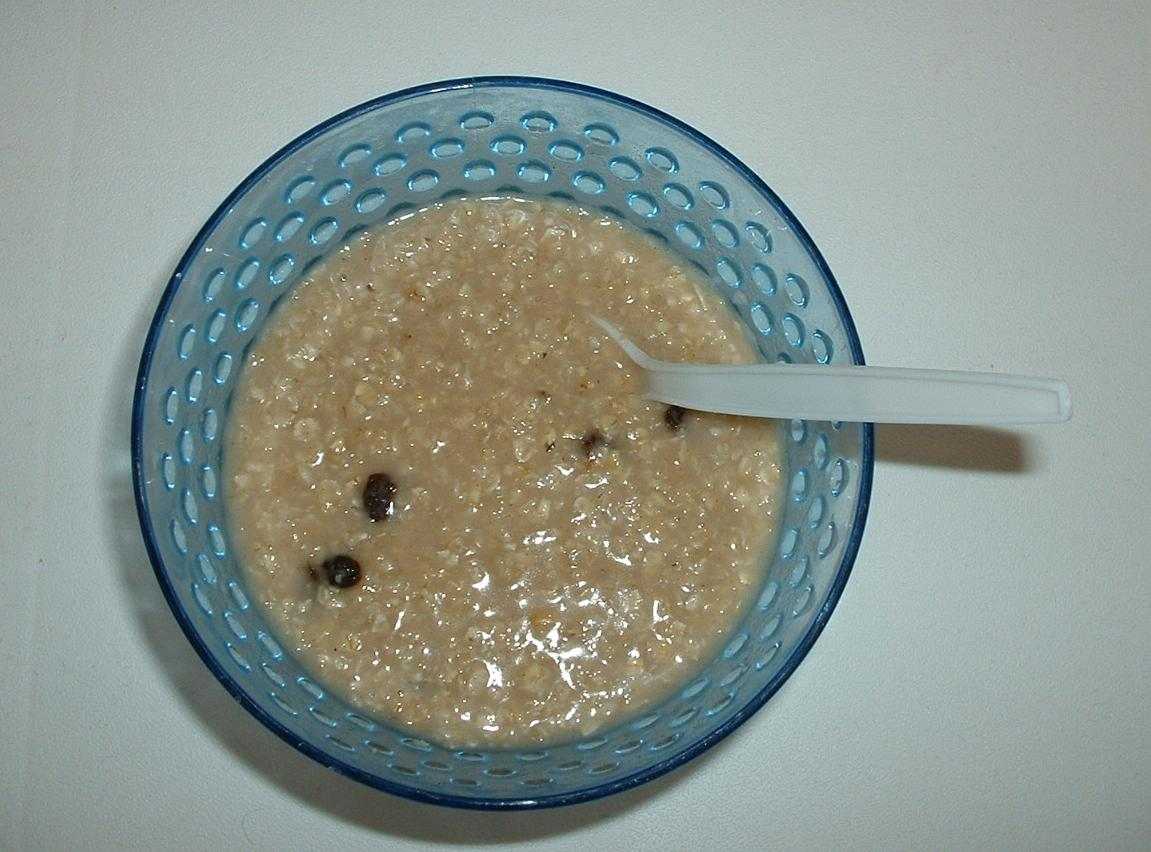
Porridge (papilla de avena).

Es uno de los más conocidos, es el Full English breakfast.
Este desayuno clásico suele incluir huevos fritos o revueltos, una tostada, el bacón (tocino o panceta), las salchichas, medio tomate frito, y las baked beans (alubias cocidas en salsa de tomate). Otros elementos comunes son los champiñones fritos, las patatas fritas, la morcilla, y el 'bubble and squeak' (una mezcla de patatas y col fritas).
Actualmente poca gente toma el desayuno tradicional entre semana. Se desayuna más ligeramente: café con leche, té con leche, cereales con leche, el porridge (papilla de avena), y tostadas con mermelada son los platos más típicos.

### Irlanda
En Irlanda es muy conocido el desayuno irlandés, similar a su pariente británico, pero menos fuerte.
En Irlanda del Norte se consume frecuentemente el Ulster fry, que es considerado un plato nacional.

### Italia
El clásico desayuno italiano, el que se toma en el bar de pie y de prisa, consiste en un café y un cruasán o similar. El café suele ser espresso (muy pequeñito y muy fuerte) o cappuccino (café con leche y espuma, más parecido al que se consume en España).

### Portugal
Los desayunos en Portugal suelen seguir la tónica general de la Península ibérica, recibiendo también la influencia francesa a la hora de incluir café con leche y bollos en la primera comida del día. Para los lisboetas, incluso es común comer los tradicionales pastéis de Belém, popularmente denominadas en el norte como natas.

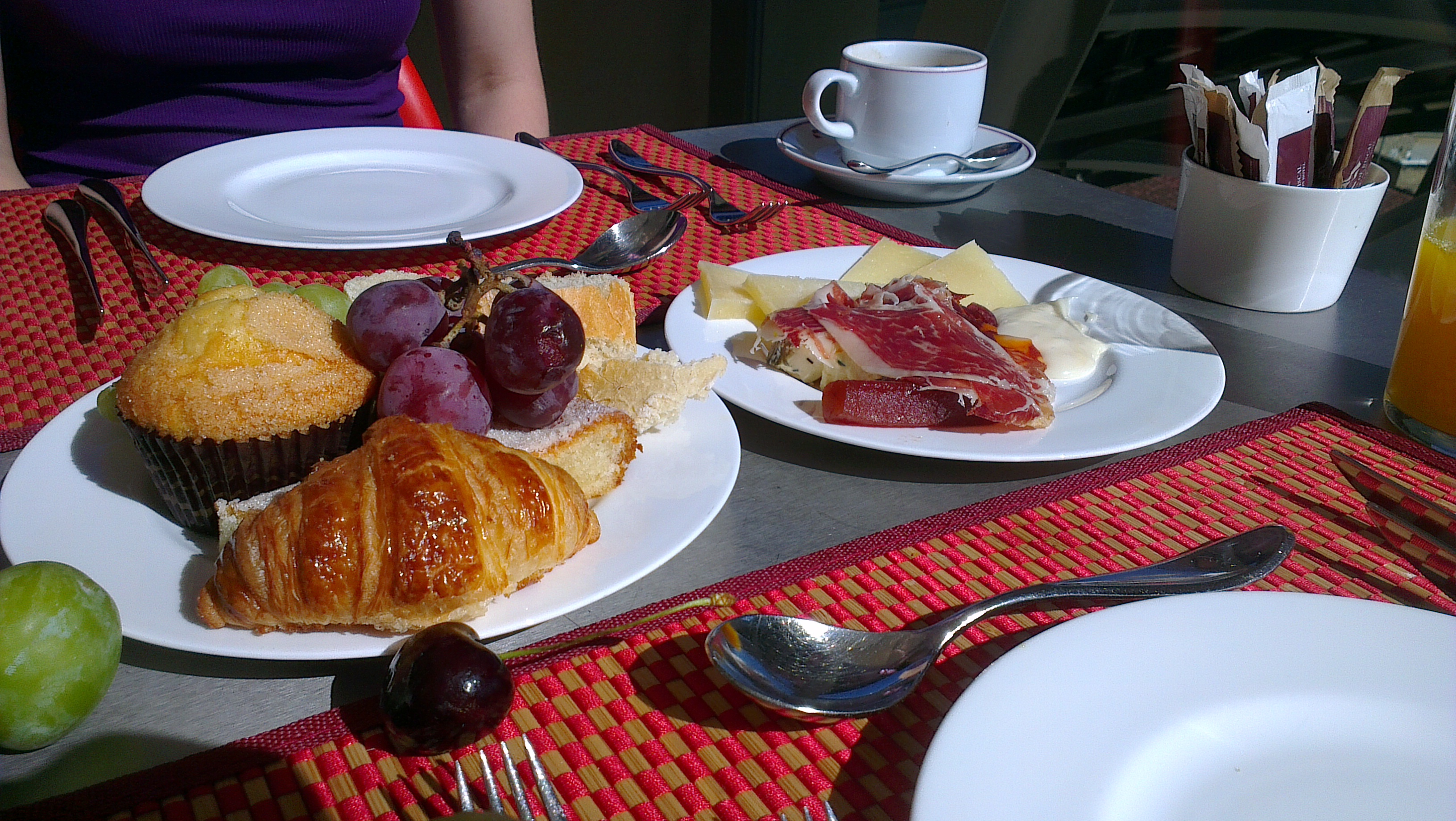
Desayuno continental.

### Continental
El desayuno continental es un tipo de desayuno basado en el desayuno francés o sea lo que suelen desayunar los franceses. Consiste típicamente en café y leche (a menudo mezclados como café con leche o capuchino) o chocolate caliente, acompañados con una variedad de bollos dulces tales como el brioche y pasteles tales como el cruasán, a menudo acompañados por mermelada, crema o relleno de chocolate. Se sirve a menudo con zumo.
El desayuno continental también puede incluir cárnicos fríos cortados en tajadas, como salami o jamón, y yogur o cereales. Algunos países europeos, como los Países Bajos o los escandinavos, añaden algo de fruta y queso al pan, y ocasionalmente incluso un huevo duro.
El desayuno continental no está limitado a Europa, apareciendo en los menús de muchos hoteles de todo el mundo.